# Carlisle United Football Club 2021-2022
Questa voce raccoglie le informazioni riguardanti il Carlisle United Football Club nelle competizioni ufficiali della stagione 2021-2022

## Maglie e sponsor
Lo sponsor tecnico per la stagione 2021-2022 è Erreà, mentre lo sponsor ufficiale è Thomas Graham.
| Manica sinistra · Manica sinistra · Maglietta · Maglietta · Manica destra · Manica destra · Pantaloncini · Pantaloncini · Calzettoni | Manica sinistra · Manica sinistra · Maglietta · Maglietta · Manica destra · Manica destra · Pantaloncini · Pantaloncini · Calzettoni |  |

## Rosa
| N. |                        | Ruolo | Calciatore               |
| -- | ---------------------- | ----- | ------------------------ |
| 1  | Inghilterra (bandiera) | P     | Joe Fryer                |
| 2  | Inghilterra (bandiera) | D     | George Tanner            |
| 3  | Inghilterra (bandiera) | D     | Nick Anderton (capitano) |
| 4  | Inghilterra (bandiera) | C     | Gary Liddle              |
| 5  | Inghilterra (bandiera) | D     | Max Hunt                 |
| 6  | Inghilterra (bandiera) | D     | Aaron Hayden             |
| 7  | Inghilterra (bandiera) | C     | Joe Riley                |
| 8  | Inghilterra (bandiera) | C     | Callum Guy               |
| 9  | Inghilterra (bandiera) | A     | Lewis Alessandra         |
| 10 | Scozia (bandiera)      | A     | Gavin Reilly             |
| 11 | Inghilterra (bandiera) | C     | Omari Patrick            |
| 12 | Inghilterra (bandiera) | C     | Jon Mellish              |
| 13 | Inghilterra (bandiera) | D     | Rod McDonald             |
| 14 | Irlanda (bandiera)     | A     | Joshua Kayode            |
| 15 | Inghilterra (bandiera) | C     | Taylor Charters          |

| N. |                        | Ruolo | Calciatore        |
| -- | ---------------------- | ----- | ----------------- |
| 16 | Inghilterra (bandiera) | C     | Brennan Dickenson |
| 17 | Scozia (bandiera)      | D     | Jack Armer        |
| 18 | Inghilterra (bandiera) | C     | Josh Dixon        |
| 19 | Sudafrica (bandiera)   | C     | Dean Furman       |
| 20 | Francia (bandiera)     | A     | Gime Touré        |
| 21 | Inghilterra (bandiera) | P     | Paul Farman       |
| 23 | Inghilterra (bandiera) | D     | Charlie Birch     |
| 24 | Inghilterra (bandiera) | D     | Tom Wilson        |
| 25 | Scozia (bandiera)      | C     | Jamie Armstrong   |
| 27 | Inghilterra (bandiera) | P     | Marcus Dewhurst   |
| 28 | Inghilterra (bandiera) | C     | Lewis Bell        |
| 30 | Inghilterra (bandiera) | C     | Connor Malley     |
| 31 | Inghilterra (bandiera) | A     | Micah Obiero      |
| 32 | Inghilterra (bandiera) | D     | Rhys Bennett      |
| 33 | Inghilterra (bandiera) | C     | Ethan Walker      |